# Франс Флоріс
Франс Флоріс (нід. Charles Louis Auguste Fouquet, 1519 або 1520 — 1 жовтня 1570) — нідерландський художник фламандського походження, представник маньєризму.

## Життєпис
Походив з роду мулярів та скульпторів де Вріндт. Син різьбяра Корнеліса де Вріндта Старшого. Брат відомого архітектора і скульптора Корнеліса де Врінда Молодшого. До 22 років навчався в Льєжі у Ламберта Ломбарда, який порадив йому продовжити навчання в Італії.
У 1540 році стає майстром гільдії Святого Луки. У 1542 році Франс Флоріс здійснив подорож через Альпи до Італії, побував у Римі, Мантуї, Генуї та Венеції.
Після повернення на батьківщину у 1547 році Франс Флоріс зайнявся живописом, малював для заміських будинків і вілл іспанських дворян та представників антверпенської знаті. Для цього відкриває велику майстерню (120 помічників та 26 учнів). Учнями Франса Флоріса були Йос де Бер, Мартин ван Клеве, Франс Пурбус старший, Амброзій та Франс Франкен. Помер він у 1570 році в Антверпені.

### Творчість
Багато картин Франса Флоріса було втрачено під час революційних заворушень в Нідерландах у 2-й половині XVI століття. З усіх відомих натепер робіт найранішjю є «Марс і Венера, заскочені Вулканом під час любовних утіх» (1547 рік), що зберігається в берлінському музеї

«Бенкет богів»

Значний вплив на Франса Флоріса мали роботи Мікеланджело та італійських маньєристів Джорджо Вазарі, Джуліо Романо. Це особливо помітно в картинах «Бенкет богів» (1550 рік), «Битва з бунтівними янголами» (1554 рік), «Страшний Суд» (1565 рік), відзначених бурхливою, патетичною динамікою, різкими, часом вигадливими ракурсами, що переповнені оголеними атлетичними фігурами.
Картини Франса Флоріса знаходяться в музеях Антверпена, Копенгагена, Дрездена, Флоренції, Мадрида, Санкт-Петербурга, Відня, Берліна та інших міст.